# Наумовський сільський округ
Нау́мовський сільський округ (каз. Наумов ауылдық округі, рос. Наумовский сельский округ) — адміністративна одиниця у складі Аккольського району Акмолинської області Казахстану. Адміністративний центр — село Наумовка.
Населення — 1009 осіб (2021; 1437 у 2009, 1903 у 1999, 2114 у 1989).
Станом на 1989 рік існувала Наумовська сільська рада (села Виноградовка, Наумовка, Орнек, Філіпповка). Село Філіпповка було ліквідоване 2013 року.

## Склад
До складу округу входять такі населені пункти:
| Населений пункт    | Колишні назви | Населення, осіб (1989) | Населення, осіб (1999) | Населення, осіб (2009) | Населення, осіб (2021) |
| ------------------ | ------------- | ---------------------- | ---------------------- | ---------------------- | ---------------------- |
| Кемеркол, село     | Виноградовка  | 349                    | 288                    | 234                    | 164                    |
| Наумовка, село     | -             | 1049                   | 940                    | 735                    | 530                    |
| --Філіпповка, село | -             | 119                    | 76                     | 54                     | 8                      |
| Орнек, село        | -             | 597                    | 599                    | 414                    | 307                    |